# Crucea Galbenă (armă chimică)
Crucea Galbenă (Gelbkreuz) este un agent chimic din Primul Război Mondial realizat de obicei pe bază de iperită.
Crucea Galbenă avea inițial o compoziție formată din 80-90% iperită și 10–20 % tetraclorometan sau clorobenzen pe post de solvent care reducea viscozitatea și acționa ca un antigel sau, alternativ, 80 % iperită, 10 % bis(clorometil) eter și 10 % tetraclorometan. Mai târziu formularea, Gelbkreuz 1, era un amestec de 40 % etildicloroarsină, 40 % etildibromoarsină și 20 % din bis(clorometil) eter. În unele cazuri, nitrobenzenul era folosit pentru a masca mirosul caracteristic al materialului. Agentul chimic francez „ypérite no. 20” era un amestec similar format din 80 % iperită și 20 % tetraclorometan.

## Alte utilizări
Crucea Galbenă este, de asemenea, un produs generic german de marcare în Primul Război Mondial pentru proiectilele de artilerie cu încărcătură chimică care afectează suprafețele expuse ale corpului.